# La Candelaria Teotlalpan
La Candelaria Teotlalpan är en ort i Mexiko.   Den ligger i kommunen Totolac och delstaten Tlaxcala, i den sydöstra delen av landet, 100 km öster om huvudstaden Mexico City. La Candelaria Teotlalpan ligger 2 244 meter över havet och antalet invånare är 1 585.
Terrängen runt La Candelaria Teotlalpan är kuperad åt nordväst, men åt sydost är den platt. La Candelaria Teotlalpan ligger nere i en dal. Runt La Candelaria Teotlalpan är det mycket tätbefolkat, med 1 463 invånare per kvadratkilometer. Närmaste större samhälle är Tlaxcala de Xicohtencatl, 3,1 km sydost om La Candelaria Teotlalpan. Trakten runt La Candelaria Teotlalpan består till största delen av jordbruksmark.